# Je ferme ma porte sur moi-même
Je ferme ma porte sur moi-même – ou en anglais I Lock My Door Upon Myself – est un tableau réalisé par le peintre belge Fernand Khnopff en 1891. Cette huile sur toile de format horizontal représente une femme rousse fixant du regard le spectateur alors que l'entourent des lys orangés et un buste du dieu grec Hypnos. L'œuvre a pour titre un vers de Who Shall Deliver Me?, un poème de la Britannique Christina Rossetti qui l'a manifestement inspirée. 
Après son exposition en 1892 au Salon des XX, elle est acquise auprès de l'artiste en 1893, et conservée à la Neue Pinakothek, à Munich, en Allemagne.